# Армандо Тре Ре
Армандо Тре Ре (італ. Armando Tre Re, нар. 29 червня 1922, Флоренція) — італійський футболіст, що грав на позиції захисника.
Виступав у Серії А за клуби «Ліворно», «Рома» та «Наполі».

## Ігрова кар'єра
У дорослому футболі дебютував виступами за команду «Про Фіренце», після чого протягом 1945—1947 років захищав кольори «Массезе».
Своєю грою за останню команду привернув увагу представників тренерського штабу «Ліворно», до складу якого приєднався 1947 року і з якою дебютував у Серії А. Відіграв за клуб з Ліворно наступні два сезони своєї ігрової кар'єри.
1949 року, після вильоту «Ліворно» до Серії В, уклав контракт з клубом «Рома», у складі якого провів наступні п'ять років своєї кар'єри гравця.  Більшість часу, проведеного у складі «Роми», був основним гравцем захисту команди, а з 1950 по 1953 рік був капітаном команди, зокрема і протягом єдиного сезону римлян у Серії В (1951/52).
З 1954 року два сезони захищав кольори «Наполі». Граючи у складі «Наполі» також здебільшого виходив на поле в основному складі команди.
Завершив професійну ігрову кар'єру у клубі «Массезе», у складі якого вже виступав раніше. Прийшов до команди 1957 року і захищав її кольори до припинення виступів на професійному рівні у 1958 році.
За свою кар'єру він зіграв в цілому 218 матчів і 9 голів у Серії А і 33 матчів і один гол у Серії В.

## Статистика виступів

### Статистика клубних виступів
| Сезон               | Команда             | Чемпіонат           | Чемпіонат | Чемпіонат | Національний кубок | Національний кубок | Національний кубок | Усього | Усього |
| Сезон               | Команда             | Ліга                | Ігор      | Голів     | Ліга               | Ігор               | Голів              | Ігор   | Голів  |
| ------------------- | ------------------- | ------------------- | --------- | --------- | ------------------ | ------------------ | ------------------ | ------ | ------ |
| 1944–45             | «Про Фіренце»       | ?                   | ?         | ?         | -                  | -                  | -                  | ?      | ?      |
| 1945–46             | «Массезе»           | ПД (IV)             | ?         | ?         | -                  | -                  | -                  | ?      | ?      |
| 1946–47             | «Массезе»           | C (III)             | ?         | ?         | -                  | -                  | -                  | ?      | ?      |
| Усього за «Массезе» | Усього за «Массезе» | Усього за «Массезе» | ?         | ?         |                    | -                  | -                  | ?      | ?      |
| 1947–48             | «Ліворно»           | A                   | 13        | 4         | -                  | -                  | -                  | 13     | 4      |
| 1948–49             | «Ліворно»           | A                   | 23        | 0         | -                  | -                  | -                  | 23     | 0      |
| Усього за «Ліворно» | Усього за «Ліворно» | Усього за «Ліворно» | 36        | 4         |                    | -                  | -                  | 36     | 4      |
| 1949–50             | «Рома»              | A                   | 33        | 0         | -                  | -                  | -                  | 33     | 0      |
| 1950–51             | «Рома»              | A                   | 36        | 4         | -                  | -                  | -                  | 36     | 4      |
| 1951–52             | «Рома»              | B (II)              | 33        | 1         | -                  | -                  | -                  | 33     | 1      |
| 1952–53             | «Рома»              | A                   | 32        | 1         | -                  | -                  | -                  | 32     | 1      |
| 1953–54             | «Рома»              | A                   | 15        | 0         | -                  | -                  | -                  | 15     | 0      |
| Усього за «Роме»    | Усього за «Роме»    | Усього за «Роме»    | 149       | 6         |                    | -                  | -                  | 149    | 6      |
| 1954–55             | «Наполі»            | A                   | 34        | 0         | -                  | -                  | -                  | 34     | 0      |
| 1955–56             | «Наполі»            | A                   | 32        | 0         | -                  | -                  | -                  | 32     | 0      |
| Усього за «Наполі»  | Усього за «Наполі»  | Усього за «Наполі»  | 66        | 0         |                    | -                  | -                  | 66     | 0      |
| Усього за кар'єру   | Усього за кар'єру   | Усього за кар'єру   | ?         | ?         |                    | ?                  | ?                  | ?      | ?      |